# Кипар на Светском првенству у атлетици у дворани 2008.
Кипар је учествовао на  12. Светском првенству у атлетици у дворани 2008. одржаном у Валенсији од 7. до 9. марта. Репрезентацију Кипра, на његовом 11. учешћу на светским првенствима у дворани, представљао је један атлетичар, која се такмичио у скоку увис.
Ово је било најуспешније светско првенство за кипрску атлетику, јер је представник Кипра освојио бронзану медаљу. Освојена медаља била је прва медаља Кипра на светским првенствима у дворани и први пут се нашао на табели освајача медаља, где је делио 26. место, од 37 земаља које су освајале медаље.. У табели успешности према броју и пласману такмичара који су учествовали у финалним такмичењима (првих 8 такмичара) Кипар је са једним учесником у финалу делио 36. место са освојених 6 бодова, од 50 земаља које су добиле бодове по овом основу..
| Плас. | Земља | 1. место | 2. место | 3. место | 4. место | 5. место | 6. место | 7. место | 8. место | Бр. финал. | Бод. |
| ----- | ----- | -------- | -------- | -------- | -------- | -------- | -------- | -------- | -------- | ---------- | ---- |
| =36   | Кипар | 0        | 0        | 1        | 0        | 0        | 0        | 0        | 0        | 1          | 6    |

## Освајачи медаља

### Бронза (1)
- Јоанис Кипријану — скок увис

## Учесници
Мушкарци:
- Јоанис Кипријану — Скок уцис

## Резултати

### Мушкарци
| Атлетичар        | Дисциплина | Лични рекорд | Квалификације | Квалификације | Финале   | Финале | Детаљи |
| Атлетичар        | Дисциплина | Лични рекорд | Резултат      | Место         | Резултат | Место  | Детаљи |
| ---------------- | ---------- | ------------ | ------------- | ------------- | -------- | ------ | ------ |
| Јоанис Кипријану | скок увис  | 2,32 НР      | 2,27          | 4. кв         | 2,30     |        |        |